# Phra Phrom (huyện)
Phra Phrom (tiếng Thái: พระพรหม) là một huyện (amphoe) của tỉnh Nakhon Si Thammarat, miền nam Thái Lan.

## Địa lý
Các huyện giáp ranh (từ phía bắc theo chiều kim đồng hồ) là Mueang Nakhon Si Thammarat, Chaloem Phra Kiat, Ron Phibun và Lan Saka.

## Lịch sử
Huyện được lập làm tiểu huyện (King Amphoe) ngày 30 tháng 4 năm 1994 thông qua việc tách 4 tambon từ huyện Mueang Nakhon Si Thammarat. Ngày 11 tháng 10 năm 1997 tiểu huyện được nâng thành huyện.

## Hành chính
Huyện này được chia thành 4 phó huyện (tambon), các đơn vị này lại được chia ra thành 38 làng (muban). Không có khu vực thành thị, có 4 Tổ chức hành chính tambon.
| \| STT \| Tên \| Tên tiếng Thái \| Số làng \| Dân số \| \| \| --- \| ------------ \| -------------- \| ------- \| ------ \| \| \| 1. \| Na Phru \| นาพรุ \| 7 \| 7.539 \| \| \| 2. \| Na San \| นาสาร \| 7 \| 9.906 \| \| \| 3. \| Thai Samphao \| ท้ายสำเภา \| 12 \| 13.105 \| \| \| 4. \| Chang Sai \| ช้างซ้าย \| 12 \| 11.224 \| \| | Map of Tambon |                |         |        |  |
| STT | Tên           | Tên tiếng Thái | Số làng | Dân số |  |
| 1. | Na Phru       | นาพรุ           | 7       | 7.539  |  |
| 2. | Na San        | นาสาร          | 7       | 9.906  |  |
| 3. | Thai Samphao  | ท้ายสำเภา       | 12      | 13.105 |  |
| 4. | Chang Sai     | ช้างซ้าย         | 12      | 11.224 |  |